# لایحه ریز
لایحه رِیْز (انگلیسی: RAISE Act) (اصلاح مهاجرت آمریکا برا اشتغال قوی) طرحی است ارائه شده در مجلس سنای ایالات متحده آمریکا در ۲۰۱۷. این طرح را دو سناتور جمهوری‌خواه تام کاتن و دیوید پردو ارائه کرده‌اند، و این طرح در تلاش است سطوح مهاجرت به ایالات متحده آمریکا را با نصف کردن کارت سبز‌های صادر شده ۵۰٪ کم کند. این طرح همچنین بر میزان پناهندگان پذیرفته شده سقف ۵۰۰۰۰ را قرار می‌دهد و به لاتاری گرین کارت پایان خواهد داد. این طرح از حمایت رئیس جمهور دونالد ترامپ، برخوردار است.